# ريبيكا ياروس
ريبيكا ياروس (بالإنجليزية: Rebecca Yarros)؛ وُلدت في 13 أبريل 1981 في واشنطن العاصمة، هي روائية أمريكية، عُرفت بسلسلة الفانتازيا إمبايرين (Empyrean) التي تتكون من خمسة كتب، وحققت نجاحًا واسعًا على قوائم الكتب الأكثر مبيعًا، ومن المقرر تحويلها إلى مسلسل تلفزيوني من إنتاج أستوديوهات أمازون.

## حياتها وتعليمها
درست ريبيكا ياروس التاريخ الأوروبي والأدب الإنجليزي في جامعة تروي، وبدأت الكتابة أثناء وجود زوجها في مهمة عسكرية في أفغانستان. تعيش حاليًا مع زوجها وأطفالهما الستة، وتُعاني من متلازمة إيلرز–دانلوس، وهي نفس الحالة التي يعاني منها بعض أبنائها. كما أنها شاركت في تأسيس منظمة غير ربحية تُعنى بدعم الأطفال في نظام الرعاية البديلة.

## مؤلفاتها

### سلسلة إمبايرين (Empyrean)
1. الجناح الرابع (Fourth Wing) – 2023
2. اللهب الحديدي (Iron Flame) – 2023
3. عاصفة أونيكس (Onyx Storm) – 2025

### روايات مستقلة
- The Last Letter (2019)
- Great and Precious Things (2020)
- The Things We Leave Unfinished (2021)
- In the Likely Event (2023)
- 1984: Against All Odds (2016)
- A Little Too Close (2022)
- Muses & Melodies (2020)

### سلسلة Flight & Glory
1. Full Measures (2014)
2. Eyes Turned Skyward (2014)
3. Beyond What is Given (2015)
4. Hallowed Ground (2016)
5. The Reality of Everything (2020)

### سلسلة In Luv
1. Girl in Luv (2019)
2. Boy in Luv (2019)

### سلسلة Legacy
1. Point of Origin (2016)
2. Ignite (2016)
3. Reason to Believe (2022)

### ثلاثية Renegades
1. Wilder (2016)
2. Nova (2017)
3. Rebel (2017)

## الجوائز والتكريمات
- جائزة Goodreads Choice لأفضل رواية رومانتازية – Fourth Wing (2023)
- ترشيح Goodreads لأفضل ظهور أول – Full Measures (2014)
- جائزة Alex Awards – Fourth Wing (2024)
- جائزة Dragon Awards لأفضل فانتازيا – Iron Flame (2024)
- جائزة British Book – كتاب العام (ترشيح، 2024)
- جائزة British Book – أفضل رواية مشوّقة – Fourth Wing (2024)
- جائزة Australian Book Industry – Fourth Wing (2024)
- جائزة TikTok Book – Fourth Wing (2024)

## تحويل أعمالها للتلفزيون
في أكتوبر 2023، أُعلن أن أستوديوهات أمازون ومجموعة Outlier Society التابعة لمايكل بي. جوردن اشترت حقوق تحويل سلسلة إمبايرين إلى مسلسل تلفزيوني، حيث تشارك ياروس كمنتجة تنفيذية غير كاتبة.

## روابط خارجية
- الموقع الرسمي لريبيكا ياروس